# ハンド・イン・ハンド
「ハンド・イン・ハンド」（Hand in Hand、손에 손잡고）は、1988年ソウルオリンピックの公式テーマソング。韓国人グループのコリアナ（日本盤での表記はコリアーナ）により、韓国語と英語の両方で歌われた。作詞はトム・ウィットロック、作曲はジョルジオ・モロダー。韓国語詞はキム・ムンファン。全世界で推定1700万枚を売り上げた。
日本でもオリコン洋楽シングルチャートで1988年10月3日付から6週連続1位を獲得した。

## カバー
- 杉田二郎・小林明子・鈴木雄大・佐藤竹善・井上大輔（1988年）日本語詞：なかにし礼[3]
- M to M（朝鮮語版）	（feat.オク・ジュヒョン・SG Wannabe）（2007年）[4]
- I.O.I（2016年）[5]

## CM
- 新韓銀行（2013年）[6][7][8][9]